# Leopoldo Elia
Leopoldo Elia (Fano, 4 novembre 1925 – Roma, 5 ottobre 2008) è stato un giurista e politico italiano, presidente della Corte costituzionale dal 21 settembre 1981 al 7 maggio 1985.

## Biografia
Figlio di Raffaele Elia, che è segretario del Partito Popolare Italiano a Fano nel primo dopoguerra e senatore della Democrazia Cristiana nelle prime due legislature della Repubblica. Ai tempi dell'università è stato iscritto alla Federazione universitaria cattolica italiana (FUCI), nella quale fu anche il condirettore della rivista Ricerca. Nell'immediato dopoguerra Elia aderì al gruppo dossettiano, collaborando a Cronache Sociali, e intrecciando legami con autorevoli esponenti del cattolicesimo politico della sua generazione (dai coniugi Glisenti a Carlo Alfredo Moro a Pietro Scoppola), che lo avrebbero accompagnato per tutta la vita.
Fu Giuseppe Dossetti a presentarlo al costituzionalista Costantino Mortati, di cui Elia divenne allievo. Si laureò il 25 novembre 1947 in giurisprudenza all'Università degli studi di Roma "La Sapienza". Funzionario del Senato dal 1º febbraio 1950 al 30 novembre 1962. Nel periodo in cui lavorò al Servizio studi di Palazzo Madama, apprestò la segreteria della Giunta delle elezioni. Ne trasse utili spunti di approfondimento scientifico, che riversò nella voce Elezioni politiche (contenzioso) dell'Enciclopedia del diritto, nel 1965. Fu segretario del Gruppo dei Parlamentari Italiani al Consiglio d'Europa e all'Assemblea Comune della CECA, e svolse successivamente funzioni direttive nel Segretariato dell'Assemblea, incaricato di formulare una costituzione per l'Europa.
Libero docente di diritto costituzionale, ordinario dal 1962, insegnò Istituzioni di diritto pubblico nella Facoltà di Economia e commercio dell'Università di Urbino (sede di Ancona) dal 1960 al 1963 e, come professore ordinario, diritto costituzionale nella Facoltà di Giurisprudenza dell'Università degli Studi di Ferrara nell'anno accademico 1962-1963, dell'Università degli Studi di Torino dal 1963 al 1970 e dell'Università La Sapienza di Roma dal 1970 al 1997. Durante gli anni torinesi (1963-1970) si formò attorno a lui una vera e propria scuola, composta da Gustavo Zagrebelsky, Alfonso Di Giovine, Mario Dogliani, e Francesco Pizzetti. Nel periodo romano (1970-1976) ebbe come allievo, tra gli altri, Carlo Mezzanotte.
È stato eletto il 30 aprile 1976 dal Parlamento giudice della Corte costituzionale, giurando il successivo 7 maggio. Dal 21 settembre 1981 fu Presidente e venne rieletto il 24 settembre 1984. Cessò dalla carica di Presidente il 7 maggio 1985. Il suo periodo alla presidenza, 4 anni, fu uno dei mandati più lunghi. Nel primo periodo alla Corte costituzionale (1976-1981) ha avuto come assistente di studio Augusto Cerri.
Cessato l'incarico, ricoprì sempre ruoli di primo piano:
- senatore nella X Legislatura (1987-1992), eletto nelle liste della DC;
- dal 28 aprile 1993 al 10 maggio 1994 fu Ministro per le Riforme elettorali e istituzionali nel Governo Ciampi, avvalendosi come consigliere del giovane Francesco Bonini; dal 19 aprile al 10 maggio 1994 fu anche Ministro degli affari esteri ad interim, prendendo il posto di Beniamino Andreatta dimissionario perché candidato alle Elezioni europee;
- deputato nella XII Legislatura (1994-1996);
- di nuovo senatore nella XIII Legislatura candidandosi nel Partito Popolare Italiano nel collegio di Milano (Baggio - Quarto Oggiaro). Fu presidente del gruppo del PPI al Senato.

Leopoldo Elia è stato anche vicepresidente della Commissione per il riordino del settore radiotelevisivo ed è stato socio fondatore del Laboratorio per la polis, rete di cultura e formazione all'impegno civile (2001).

## Pensiero giuridico

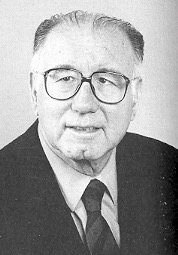

Negli anni sessanta la sua attività di riflessione si concentrò attorno a due poli: l'organizzazione costituzionale e le libertà civili. Il suo saggio sulla forma di governo per l'Enciclopedia del Diritto del 1970 è forse il saggio più citato nel dopoguerra sull'argomento.
Fu sua la celebre formula conventio ad excludendum, per qualificare la regola non scritta secondo cui l'Italia del dopoguerra era una democrazia bloccata, in cui l'alternanza al governo era di fatto impossibile a causa della presenza nel sistema politico del più forte partito comunista d'occidente.
Nel dibattito seguito al messaggio del Presidente della Repubblica Francesco Cossiga sulle riforme costituzionali (1991) Elia sottolineava come, procedendo nel percorso riformatore, sia da respingere sia la tentazione minimalista, sia l’attesa di una «palingenesi» e «la psicosi dell’azzeramento dell’ordine costituzionale», occorrendo "piuttosto ricercare un equilibrio tra novità e continuità e procedere con coraggio nell’opera riformatrice. Pur con qualche scetticismo sugli effetti degli interventi sugli assetti normativi, giacché «non possiamo illuderci di modificare le cose operando solo sulle istituzioni, se i partiti non si modificano di pari passo»".
Ha sostenuto Sabino Cassese che "c'è un insegnamento complessivo dell'opera di Elia: quello di non concentrare l'attenzione della riflessione costituzionalistica solo sui diritti, di non dimenticare i poteri e le strutture dello Stato. Un insegnamento significativo, se si pensa alla sua duplice esperienza, di funzionario parlamentare e poi di parlamentare (per quasi un trentennio complessivo) e di giudice costituzionale (per nove anni), nella prima veste chiamato particolare a governare i rotismi delle strutture della democrazia, nella seconda a garantire il rispetto dei diritti costituzionali".

## Onorificenze
Il gruppo FUCI (Federazione Universitaria Cattolica Italiana) dell’Università degli Studi di Macerata è dedicato alla memoria di Leopoldo Elia.

## Opere e Interventi
- Leopoldo Elia, La continuità nel funzionamento degli organi costituzionali, 1958
- Leopoldo Elia, Forma di governo e procedimento legislativo negli Stati Uniti d'America
- Leopoldo Elia, Libertà personale e misure di prevenzione, 1962, Giuffré, Milano
- Leopoldo Elia, Le misure di prevenzione tra l'art. 13 e l'art. 25 della Costituzione, in Giur. Cost., 1964, p. 938 e seg.
- Leopoldo Elia,  La critica alla riforma costituzionale fatta dal centrodestra, su laboratorioperlapolis.it. URL consultato l'8 ottobre 2008 (archiviato dall'url originale il 9 aprile 2008).
- Leopoldo Elia, Elementi per la conferenza stampa del Presidente della Corte costituzionale. in Il Foro italiano, 1982 fasc. 1, pp. 0 – 0
- Leopoldo Elia, La costituzione materiale di uno stato pluriclasse. in Parlamento, 1979 fasc. 10-11, pp. 7 – 9
- Leopoldo Elia, Maritain e la rinascita della democrazia. in Studium, 1977 fasc. 5, pp. 579 – 591
- Leopoldo Elia, Funzioni dello stato e delle regioni dopo la riforma del 1977. in Parlamento, 1977 fasc. 8-10, pp. 4 – 10
- Leopoldo Elia, Anche le controversie di lavoro marittimo passano al pretore. in Giurisprudenza costituzionale, 1976 fasc. 2, pp. 182 – 184
- Leopoldo Elia, Intervento al xxvi convegno nazionale di studio dei giuristi cattolici italiani, roma 6-8 dicembre 1975 sui rapporti attuali tra stato e chiesa in italia, in Iustitia, 1975 fasc. 4, pp. 468 – 472
- Leopoldo Elia, I "ruoli" del Presidente della Repubblica. in Giustizia e Costituzione, 1973 fasc. 1-2, pp. 87 – 90
- Leopoldo Elia, A proposito delle leggi per gli ex combattenti: motivi di incostituzionalità. in L'impresa pubblica, 1972 fasc. 6, pp. 47 – 49
- Leopoldo Elia, Incertezza di concetti e di pronunce in tema di ineleggibilità nella giurisprudenza più recente della corte costituzionale. in Giurisprudenza costituzionale, 1972 fasc. 1-2, pp. 1046 – 1054
- Leopoldo Elia, Art. 34 del concordato e impegno antidivorzista dello stato italiano. in Giurisprudenza costituzionale, 1971 fasc. 6, pp. 2920 – 2948
- Leopoldo Elia, Quattro note sulla corte costituzionale, in Politica del diritto, 1971 fasc. 3, pp. 277 – 279
- Leopoldo Elia, Le crisi di governo nella V legislatura durante la presidenza Saragat, 6. questioni particolari relative alle crisi e) le crisi in parlamento?. Elia Leopoldo, in Giurisprudenza costituzionale, 1971 pp. 2815 – 2817
- Leopoldo Elia, Le crisi di governo nella V legislatura durante la presidenza Saragat, 6. questioni particolari relative alle crisi d) il "direttorio" nel governo di coalizione. in Giurisprudenza costituzionale, 1971 pp. 2813 – 2815
- Leopoldo Elia, La corte ha chiuso un occhio (e forse tutti e due). in Giurisprudenza costituzionale, 1970 fasc. 2, pp. 946 – 953
- Leopoldo Elia, Appunti su Giacomo Perticone e la storia costituzionale, in Nomos, 2014 fasc. 1, pp. 4 – 0
- Leopoldo Elia, La mediazione politica. Riflessioni sulla situazione italiana (1986). in Giurisprudenza costituzionale, 2011 fasc. 3, pp. 2599 – 2611
- Leopoldo Elia, I principi supremi presi sul serio. in Giurisprudenza costituzionale, 2009 fasc. 3, pp. 2147 – 2152
- Leopoldo Elia, Relazione di sintesi sul tema: contributo delle assemblee parlamentari nazionali alla presa di coscienza europea ed alla costruzione comunitaria. Relazione del prof. Leopoldo Elia, ordinario di diritto costituzionale nell'Università degli studi di Roma. in Il Diritto dell'Unione Europea, 2009 fasc. 2, pp. 465 – 477
- Leopoldo Elia, Introduzione. in Rassegna Parlamentare, 2008 fasc. 1, pp. 285 – 291
- Leopoldo Elia, Discorso del Presidente emerito della Corte costituzionale, prof. Leopoldo Elisa, in occasione del sessantesimo anniversario della Costituzione della Repubblica italiana, in Giurisprudenza costituzionale, 2008 fasc. 1, pp. 629 – 638
- Leopoldo Elia, Dibattito sulla controfirma ministeriale. in Giurisprudenza costituzionale, 2007 fasc. 1, pp. 486 – 490
- Leopoldo Elia, Introduzione ai problemi della laicità. in Il Diritto ecclesiastico, 2007 fasc. 1/2, pt. 1, pp. 15 – 25
- Leopoldo Elia, Valori, laicità, identità. in Costituzionalismo.it, 2007 fasc. 1, pp. 2 – 0
- Leopoldo Elia, La "Certosa": una inammissibilità che non convince. in Giurisprudenza costituzionale, 2005 fasc. 5, pp. 3983 – 3987
- Leopoldo Elia, Continuità giurisprudenziale in tema di insindacabilità parlamentare. in Giurisprudenza costituzionale, 2004 fasc. 6, pp. 3888 – 3892
- Leopoldo Elia, La riforma dell'ordinamento giudiziario: brevi considerazioni di un costituzionalista. in Questione Giustizia, 2004 fasc. 4, pp. 625 – 632
- Leopoldo Elia, Il Presidente iracondo e i limiti della sua responsabilità. in Giurisprudenza costituzionale, 2004 fasc. 3, pp. 1608 – 1613
- Leopoldo Elia, La Corte ha fatto vincere la Costituzione. in Giurisprudenza costituzionale, 2004 fasc. 1, pp. 394 – 398
- Leopoldo Elia, Prime osservazioni sulla forma di governo nella costituzione per l'Europa - First observations on the form of Governement in the Constitution for Europe. in Diritto Pubblico, 2003 fasc. 3, pp. 757 – 769
- Leopoldo Elia, La Costituzione italiana e la guerra, in Affari Esteri, 2003 fasc. 140, pp. 735 – 741
- Leopoldo Elia, Ruolo delle Corti Costituzionali nelle odierne democrazie. in Rivista Amministrativa della Repubblica Italiana, 2003 fasc. 5, pt. 1, pp. 427 – 444
- Leopoldo Elia, Modeste proposte di segnaletica giurisprudenziale, in Giurisprudenza costituzionale, 2002 fasc. 6, pp. 3688 – 3690
- Leopoldo Elia, Gli inganni dell'ambivalenza sintattica, in Giurisprudenza costituzionale, 2002 fasc. 2, pp. 1049 – 1052
- Leopoldo Elia, Le prospettive dell'assetto costituzionale, in Rassegna Parlamentare, 2002 fasc. 1, pp. 149 – 153
- Leopoldo Elia, Dinamica "esclusione/integrazione" e forma di governo italiana. in Giurisprudenza costituzionale, 1999 fasc. 2, pp. 1482 – 1488
- Leopoldo Elia, Intervento al I convegno di studio organizzato dal club "Antonino De Stefano" sul tema: "La Corte dei Conti nel mutare del quadro di riferimento normativo ed istituzionale", Roma, 25-26 ottobre 1993. in Amministrazione e contabilità dello Stato e degli Enti pubblici, 1995 fasc. 1-2, pp. 171 – 173
- Leopoldo Elia, Coerenza giurisprudenziale della Corte e squilibrio nella finanza pubblica. in Rivista giuridica del lavoro e della previdenza sociale, 1994 fasc. 3, pp. 339 – 343
- Leopoldo Elia, Opinioni sul federalismo, in Studi parlamentari e di politica costituzionale, 1993 fasc. 101-102, pp. 60 – 65
- Leopoldo Elia, Intervento al seminario di studio sul tema: "Crisi del sistema Italia e prospettive del regionalismo", Bologna, 27 novembre 1992, in Le Regioni, 1993 fasc. 1, pp. 38 – 41
- Leopoldo Elia, Per una nuova forma di governo parlamentare. in Il Politico, 1991 fasc. 2, pp. 218 – 224
- Leopoldo Elia, L. cost. 16 gennaio 1989, n. 1. Modifiche degli artt. 96, 134 e 135 della Costituzione e della l. cost. 11 marzo 1953, n. 1 e norme in materia di procedimenti per i reati di cui all'art. 96 Cost. (Premessa: le nuove regole sui reati ministeriali). in Legislazione penale, 1989 fasc. 4, pp. 465 – 476
- Leopoldo Elia, Intervento al Convegno sul tema "Questi nostri Comuni" organizzato dai Senatori della Democrazia Cristiana presso l'Istituto Luigi Sturzo, Roma, 1987, in L'Amministrazione italiana, 1988 fasc. 1, pp. 119 – 122
- Leopoldo Elia, Proposte per un possibile riordino istituzionale. in Il Politico, 1987 fasc. 4, pp. 561 – 575
- Leopoldo Elia, Effettività della tutela giudiziaria, in Democrazia e diritto, 1986 fasc. 4-5, pp. 137 – 142
- Leopoldo Elia, La giustizia costituzionale nel 1984. (Conferenza stampa del Presidente della Corte costituzionale). in Il Foro italiano, 1985 fasc. 2, pp. 69 – 80
- Leopoldo Elia, La giustizia costituzionale nel 1984. in Giurisprudenza costituzionale, 1985 fasc. 2, pp. 385 – 401
- Leopoldo Elia, Giustizia Costituzionale e diritto comparato. (Appunti di ricerca), in Quaderni costituzionali, 1984 fasc. 1, pp. 7 – 16
- Leopoldo Elia, La giustizia costituzionale nel 1983. in Il Foro italiano, 1984 fasc. 2, pp. 0 – 0
- Leopoldo Elia, La giustizia costituzionale nel 1983, in Giurisprudenza costituzionale, 1984 fasc. 2, pp. 338 – 356
- Leopoldo Elia, La giustizia Costituzionale nel 1982, in Giurisprudenza costituzionale, 1983 fasc. 2/0004, pp. 684 – 699
- Leopoldo Elia, Conferenza stampa del presidente della Corte costituzionale, in Il Foro italiano, 1983 fasc. 3, pp. 75 – 85
- Leopoldo Elia, La Corte nel quadro dei poteri costituzionali, in Rivista di diritto processuale, 1983 fasc. 1, pp. 1 – 19
- Leopoldo Elia, Conferenza stampa del presidente della Corte costituzionale - Roma 26 gennaio 1983, in Il Foro amministrativo, 1983 fasc. 1-2, pp. 224 – 236.